# Chrzest Polski

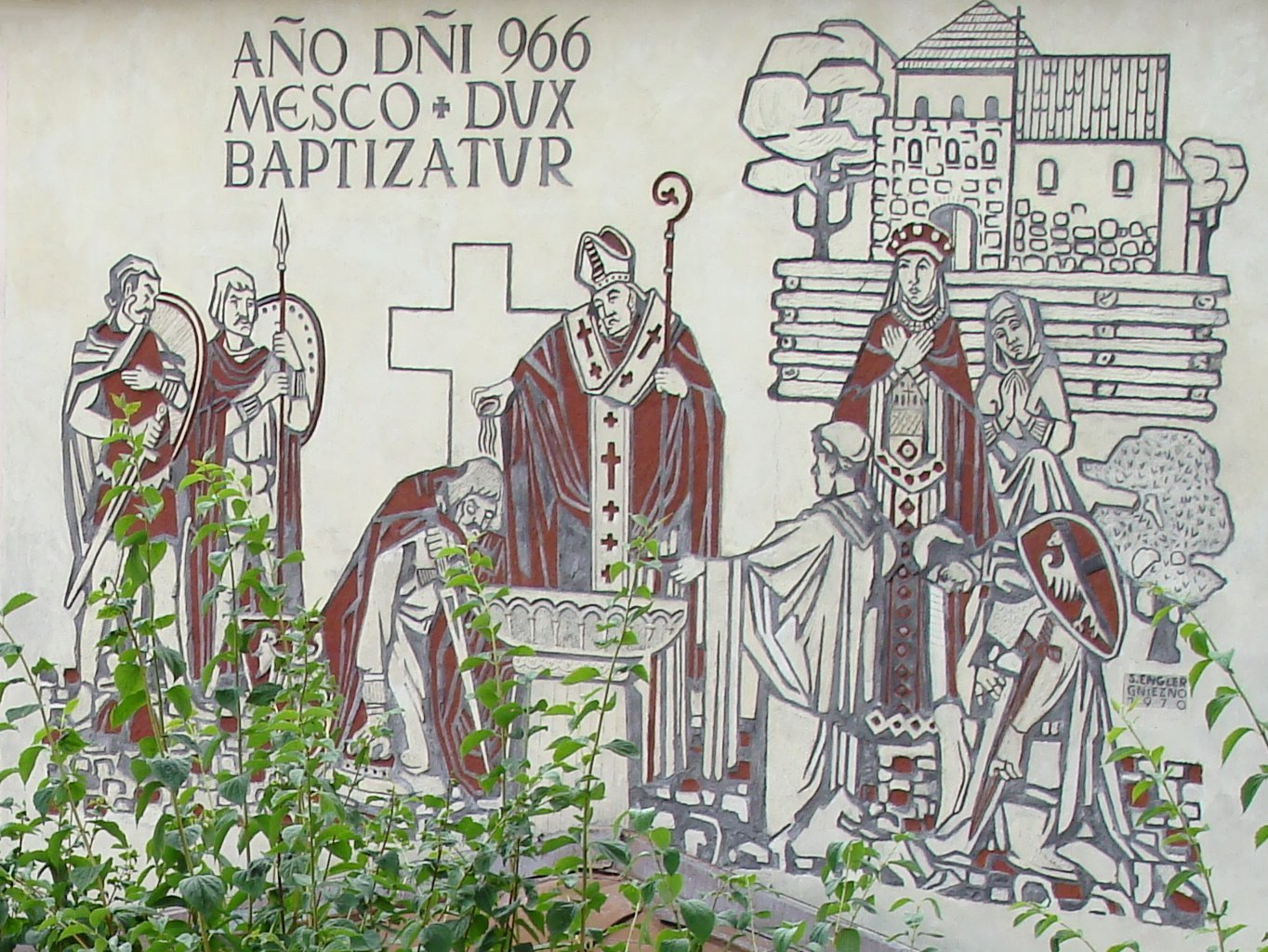
Chrzest Polski, współczesny fresk w Gnieźnie, obok pomnika Bolesława Chrobrego, w pobliżu katedry

Chrzest Polski – przyjęcie chrztu przez księcia Polan Mieszka I, tradycyjnie uważane za początek chrystianizacji Polski. Niekiedy uważa się je również za symboliczny początek państwa polskiego i polskiego Kościoła katolickiego. Chrzest Polski datuje się na rok 966, chociaż nie jest to pewne, gdyż źródła średniowieczne różnią się zarówno w opisie okoliczności, w jakich doszło do chrztu, jak też podają różne daty tego wydarzenia.

## Chronologia wydarzeń i datacja chrztu Polski
Chociaż w oficjalnej historiografii kościelnej i państwowej przyjmuje się rok 966 za datę chrztu Mieszka, to jednak nie jest to data pewna.
Nie zachowało się żadne źródło z X wieku, a w Polsce także z XI wieku, które przekazałoby o chrzcie Polski nawet krótką wzmiankę. Najstarsza informacja pochodzi z Kroniki Thietmara z Merseburga i została zapisana w Niemczech w XI wieku, około 50 lat po chrzcie Mieszka. W początkach XII wieku, a więc około 150 lat po chrzcie, jako druga została zapisana opowieść w Kronice Galla Anonima. Ani Thietmar, ani Gall nie wymienili daty chrztu, natomiast chronologię wydarzeń z nim związanych podali w odmiennej kolejności.
Informacje o chrzcie znajdowały się przypuszczalnie w hipotetycznych, najstarszych rocznikach polskich, które miano założyć w X wieku. W latach trzydziestych XI wieku roczniki te miały ulec zniszczeniu lub zaginąć. Późniejsze zapisy kronikarskie i rocznikarskie pochodzą z ustnej tradycji i nie opierają się na źródłach pisanych, których autorzy byli bezpośrednimi świadkami chrztu Mieszka albo żyli w tamtych czasach.
W XI–XII wieku, na podstawie przekazów ustnych, ukształtowały się dwie różne tradycje o wydarzeniach związanych z chrztem Mieszka. Znalazły one odbicie w dwóch grupach źródeł – roczników i kronik średniowiecznych – które w odmienny sposób przekazały zarówno kolejność wydarzeń, jak i datę chrztu. Według przekazów z pierwszej grupy, Mieszko ochrzcił się już po ślubie z Dobrawą, w roku 965, 966 lub 967. Według przekazów z drugiej grupy, przed rokiem 966 doszło do chrztu księcia, a dopiero potem zawarto małżeństwo – chrzest miał miejsce w roku 960, 964 lub 965.

### Przekazy z pierwszej grupy tekstów

#### Kronika Thietmara
Najstarszym źródłem opartym na tradycji, zgodnie z którą chrzest Mieszka nastąpił po małżeństwie z Dobrawą, jest XI-wieczny tekst Thietmara z Merseburga: Ponieważ nie mogę przedstawić kolejno tego wszystkiego, co podług planu dzieła powinno być napisane, nie wstydzę się powrócić do niektórych spraw poniżej. Różne wprowadzam zmiany jako ten wędrowiec, który zbacza z właściwego szlaku, czy to wskutek trudności drogi, czy to z braku orientacji w zawiłej sieci ścieżek. Dlatego przedstawię resztę czynów znakomitego księcia Polan Mieszka, o którym pisałem szeroko w poprzednich księgach. W czeskiej krainie pojął on za żonę szlachetną siostrę Bolesława Starszego, która okazała się w rzeczywistości taką, jak brzmiało jej imię. Nazywała się bowiem po słowiańsku Dobrawa, co w języku niemieckim wykłada się: dobra. Owa wyznawczyni Chrystusa, widząc swego małżonka pogrążonego w wielorakich błędach pogaństwa, zastanawiała się usilnie nad tym, w jaki sposób mogła by go pozyskać dla swojej wiary. Starała się go zjednać na wszelkie sposoby, nie dla zaspokojenia trzech żądz tego zepsutego świata, lecz dla korzyści wynikających z owej chwalebnej i przez wszystkich wiernych pożądanej nagrody w życiu przyszłym. Umyślnie postępowała ona przez jakiś czas zdrożnie, aby później móc długo działać dobrze. Kiedy mianowicie po zawarciu wspomnianego małżeństwa nadszedł okres wielkiego postu i Dobrawa starała się złożyć Bogu dobrowolną ofiarę przez wstrzymywanie się od jedzenia mięsa i umartwianie swego ciała, jej małżonek namawiał ją słodkimi obietnicami do złamania postanowienia. Ona zaś zgodziła się na to w tym celu, by z kolei móc tym łatwiej zyskać u niego posłuch w innych sprawach. Jedni twierdzą, iż jadła ona mięso w okresie jednego wielkiego postu, inni zaś, że w trzech takich okresach. Dowiedziałeś się przed chwilą, czytelniku, o jej przewinie, zważ teraz, jaki owoc wydała jej zbożna intencja. Pracowała więc nad nawróceniem swego małżonka i wysłuchał jej miłościwy Stwórca. Jego nieskończona łaska sprawiła, iż ten, który Go tak srogo prześladował, pokajał się i pozbył na ustawiczne namowy swej ukochanej małżonki jadu przyrodzonego pogaństwa, chrztem świętym zmywając plamę grzechu pierworodnego. I natychmiast w ślad za głową i swoim umiłowanym władcą poszły ułomne dotąd członki spośród ludu i w szatę godową przyodziane, w poczet synów Chrystusowych zostały zaliczone. Ich pierwszy biskup Jordan ciężką miał z nimi pracę, zanim, niezmordowany w wysiłkach, nakłonił ich słowem i czynem do uprawiania winnicy Pańskiej. I cieszył się wspomniany mąż i szlachetna jego żona z ich legalnego już związku, a wraz z nimi radowali się wszyscy ich poddani, iż z Chrystusem zawarli małżeństwo.

#### Roczniki
Za najstarszy zapis daty chrztu Polski uważa się informację w Roczniku dawnym, która prawdopodobnie pochodzi z XII wieku. W dwóch krótkich zapiskach autor Rocznika podał, że w roku 966 Dobrawa przybyła do Mieszka, a ten w roku 967 przyjął chrzest: DCCCCLXVI Dubrovka venit ad Miskonem; DCCCCLXVII Mysco dux baptizatur.
Około roku 1266 autor Rocznika kapituły krakowskiej, przepisując informacje z Rocznika dawnego, skorygował daty wydarzeń związanych z chrztem o jeden rok. Jako pierwszy podał, że Dobrawa przybyła do Mieszka w roku 965 a książę ochrzcił się w roku 966: DCCCCLXV Dubrovka ad Meskonem venit; DCCCCLXVI Mesco dux Polonie baptizatur. Nie wyjaśniono jak dotąd w sposób niezbity, na jakich podstawach oparto tę korektę, jednak pomiędzy wspomnianymi wyżej dwoma rocznikami nie jest to jedyne przesunięcie dat.
Z Rocznika kapituły krakowskiej pochodzą informacje zapisane w drugiej połowie XIII wieku w Roczniku tzw. wielkopolskim (spisanym w Krakowie) i małopolskim Roczniku krótkim. Ten ostatni dodaje pod rokiem 966, że wówczas przyjęła się w Polsce wiara katolicka.
Pierwszym rocznikiem wielkopolskim, który datował chrzest Polski na rok 966, był pochodzący z drugiej połowy XIII wieku Rocznik kapituły poznańskiej. Jego informacje oparte były na Roczniku kapituły krakowskiej, chociaż umieszczono je w jednej zapisce: Anno Domini DCCCCLXV Dambrowka de Bohemia nupsit Mesconi duci Polonie quo Mesco sequenti anno baptisatus est. W XIV wieku Spominki gnieźnieńskie podały informację identyczną z Rocznikiem kapituły poznańskiej. Natomiast XV-wieczny tzw. Rocznik kujawski, w części dotyczącej okresu do 1228 roku być może pochodzący jeszcze z XIII wieku, podał krótko, że w 966 roku książę polski Mieszko ochrzcił się.

### Przekazy z drugiej grupy tekstów

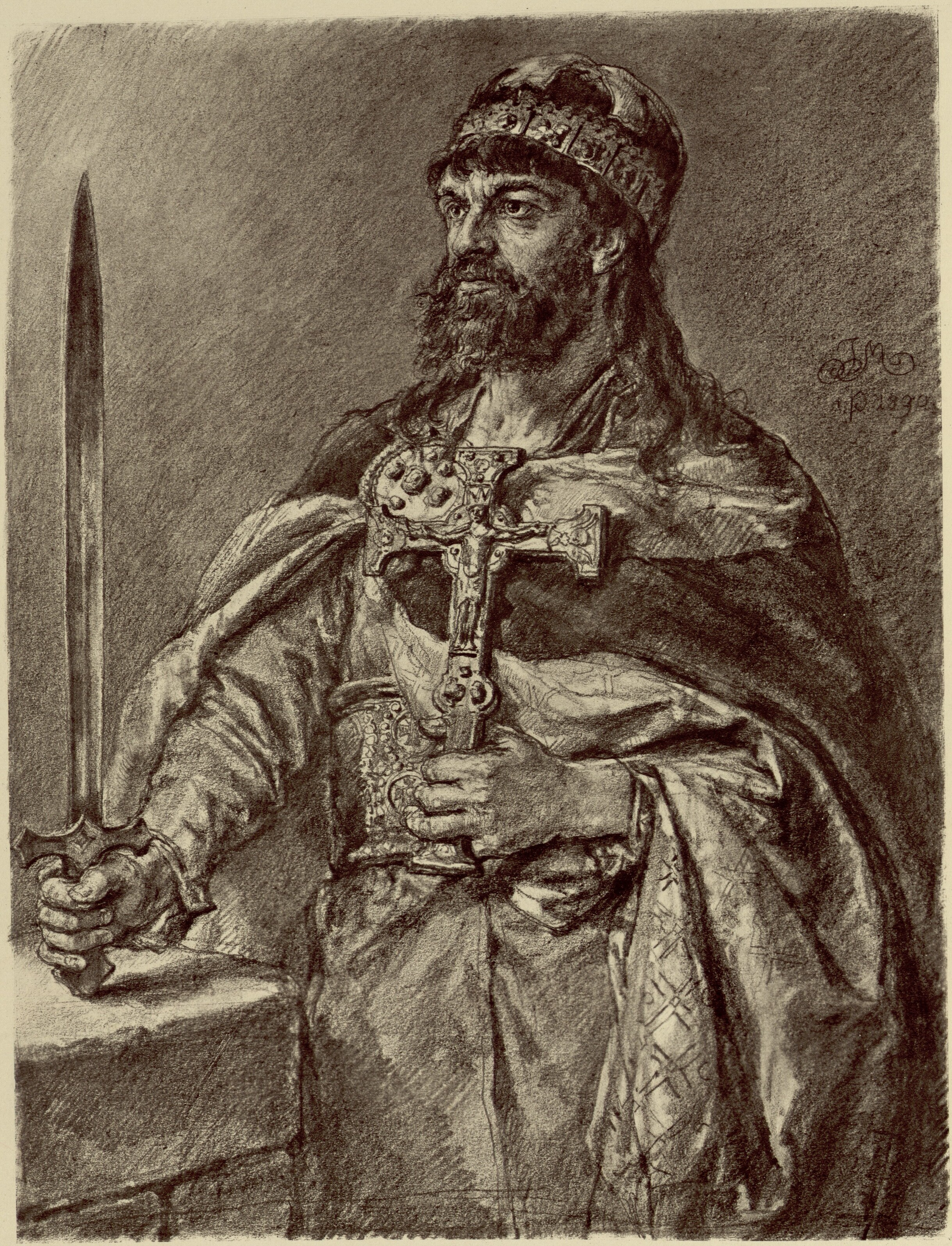
Jan Matejko, Mieszko I (1880) Poczet królów i książąt polskich

#### Kronika Galla Anonima
Najstarszym źródłem opartym na tradycji, zgodnie z którą chrzest Mieszka nastąpił przed małżeństwem z Dobrawą, jest XII-wieczne opowiadanie Galla Anonima: Mieszko objąwszy księstwo zaczął dawać dowody zdolności umysłu i sił cielesnych i coraz częściej napastować ludy sąsiednie dookoła. Dotychczas jednak w takich pogrążony był błędach pogaństwa, że wedle swego zwyczaju siedmiu żon zażywał. W końcu zażądał w małżeństwo jednej bardzo dobrej chrześcijanki z Czech, imieniem Dąbrówka. Lecz ona odmówiła poślubienia go, jeśli nie zarzuci owego zdrożnego obyczaju i nie przyrzeknie zostać chrześcijaninem. Gdy zaś on na to przystał, że porzuci ów zwyczaj pogański i przyjmie sakramenta wiary chrześcijańskiej, pani owa przybyła do Polski z wielkim orszakiem dostojników świeckich i duchownych, ale nie pierwej podzieliła z nim łoże małżeńskie, aż powoli a pilnie zaznajamiając się z obyczajem chrześcijańskim i prawami kościelnymi, wyrzekł się błędów pogaństwa i przeszedł na łono matki-Kościoła. Pierwszy więc książę polski Mieszko dostąpił łaski chrztu za sprawą wiernej żony; a dla sławy jego i chwały w zupełności wystarczy jeśli powiemy, że za jego czasów i przez niego Światłość niebiańska nawiedziła królestwo polskie.

#### Kronika Wincentego Kadłubka
Podobną tradycję przekazał na początku XIII wieku mistrz Wincenty Kadłubek w swojej Kronice polskiej. Tak jak Gall, nie znał on daty chrztu: MATEUSZ: (...) z Siemomysła zaś rodzi się ów sławny Mieszko Ślepy. W ślepocie wychowuje się siedem lat. Z końcem roku siódmego zrządzeniem Bożym został oświecony i po odzyskaniu wzroku wykazał przedsiębiorczość ponad wiek. Atoli niekiedy zdawało się, że jest zaślepiony, pozbawiony światła rozumu, ponieważ z siedmiu nierządnymi nałożnicami, które nazywał żonami, miał zwyczaj na przemian spędzać noce. Jednakże po ich oddaleniu związał się małżeństwem z pewną księżniczką imieniem Dobrawka. Dzięki szczęśliwemu związkowi z nią topnieją lody niewiary i dzikie wino naszych pogan przemienia się w szlachetną winorośl. Albowiem ona, szczerze przywiązana do wiary katolickiej, nie pierwej miała ochotę pójść za mąż, zanimby całe królestwo polskie wraz z samym królem nie otrzymało znamienia wiary chrześcijańskiej. Nauczyła się bowiem, że różność wyznania jest jedną z przeszkód w małżeństwie. Pierwszy więc król polski Mieszko otrzymał łaskę chrztu. JAN: on był zgoła ze wszystkich królów pierwszy najdostojniejszy. Przez niego na tę naszą ojczyznę wylało się promienne światło nowej gwiazdy. Przez niego aż na dno naszego grzęzawiska spłynął zdrój tak wielkiej łaski. Jego czyny nie tylko z pozoru są miłe, lecz także czcigodne dla płodnej tajemnicy w głębi nich tkwiącej. Jego bowiem ślepota naszą bez wątpienia była stratą, gdyż brakło nam prawdziwego światła. Czymże bowiem w twej ocenie będzie siedmiolecie jego dzieciństwa, jeśli nie czasem niewiedzy nas wszystkich, naszego błędu?

#### Rocznik poznański starszy
W spisanym w latach 1253–1261 Roczniku poznańskim starszym zanotowano, że Mieszko przyjął chrzest w roku 960, a dopiero potem przekazano mu Dobrawę, zaś małżeństwo zawarto w roku 965: Anno domini 960 Mesco dux Polonie, primus christianus Polonus, baptizatus est. Cui anno domini 965 Dambrouca filia ducis Boemorum tradita est in uxorem, de qua anno domini 967 natus est pius Boleslaus.
Dawniejsi badacze uważali, że autor Rocznika poznańskiego zasugerował się tekstem Galla Anonima i pod jego wpływem ułożył taką chronologię zdarzeń. Współcześnie uczeni odrzucają tę interpretację, gdyż nie ma dowodów na to, iż autor Rocznika znał Kronikę Galla. Zapiski o chrzcie Mieszka i ślubie z Dobrawą zostały najprawdopodobniej przejęte z roczników czeskich. Świadczą o tym identyczne słownictwo, te same zwroty (baptisatus est; primus christianus, uxor; qua natus est), jak też identyczny układ zdań (książę – małżonka księcia – syn księcia) z podobnymi przekazami w zachowanych źródłach czeskich. Podobieństwo to można wyjaśnić tylko w ten sposób, że zapiska o Mieszku z Rocznika poznańskiego została zredagowana na podstawie zapisek z zaginionego Rocznika praskiego dawnego.

#### Rocznik świętokrzyski
W spisanym w XIV wieku Roczniku świętokrzyskim osiem z dziewięciu rękopisów przekazało jednobrzmiące informacje, że w 965 roku Mieszko ochrzcił się z całym swym rycerstwem i w Polsce została przyjęta wiara katolicka, a następnie pojął za żonę Dobrawę, córkę księcia czeskiego Bolesława, która urodziła Bolesława zwanego Chrobrym. Dalej annalista podaje, że Mieszko był synem Siemomysła i przez siedem lat przed chrztem był ślepy, a po chrzcie odzyskał wzrok. Na końcu przekazuje informację, jakoby Mieszko starał się o koronę i wysłał w tym celu biskupa krakowskiego Lamberta do papieża Sylwestra. W rękopisie dziewiątym Rocznika świętokrzyskiego na początku umieszczono informację o ślepocie Mieszka. We wszystkich redakcjach kolejność wydarzeń jest następująca: najpierw chrzest Mieszka, potem małżeństwo z Dobrawą.

### Próby pogodzenia dwóch tradycji w XIV i XV wieku
W XIV wieku niektórzy annaliści zdali sobie sprawę z faktu, że dwie odmienne tradycje dotyczące chrztu Polski są sprzeczne między sobą. Próbowali więc je w jakiś sposób połączyć. Doprowadziło to do ustalenia daty chrztu na rok 965 lub 966.
W powstałym zapewne w XIV wieku tzw. Roczniku mazowieckim ściągnięto przybycie Dobrawy oraz chrzest Mieszka w jedno wydarzenie i umieszczono je pod 965 rokiem. Niżej dodano, że owocem tego związku był Bolesław Wielki, urodzony w 967 roku. Podobnie wyglądają te wydarzenia w świetle przekazu Rocznika kamienieckiego, gdzie informacja o przybyciu w 965 roku Dobrawy i narodzinach w 967 roku Bolesława rozdzielona jest zapiską o tym, że Mieszko miał siostrę Adelajdę poślubioną przez Gejzę węgierskiego.
Inny annalista, Traska, podał w swoim roczniku, że w roku 965 przybyła do Polski Dobrawa, chrześcijanka z Czech. Para książęca razem doprowadziła do rozkrzewienia wiary chrześcijańskiej w Polsce i ochrzciła wszystkich, zbudowała kościoły, ufundowała biskupstwa i prepozytury. Traska podaje też, iż Mieszko był ślepy przez siedem lat po urodzeniu, a niżej w osobnej zapisce dodaje, że w 967 roku urodził się Bolesław Chrobry. W XV-wiecznym Roczniku krakowskim odnajdujemy identyczne informacje, z wyjątkiem zapisu o zakładaniu kościołów i biskupstw, jednak przybycie Dobrawy i chrzest ściągnięto w jedno wydarzenie, umieszczając je pod rokiem 966.
Późniejszy, bo XV-wieczny, Rocznik Sędziwoja przekazuje już nieco inne dane. Według jego zapisek w 965 roku Dobrochna poślubiła Mieszka (autor rocznika uważał ją za córkę księcia Wratysława i siostrę świętego Wacława), syna Siemomysła, który będąc ślepym, przyjął chrzest w Pradze, gdyż doznał cudownego oświecenia. W 967 roku przyszedł na świat ich syn Bolesław Wielki. Sędziwój podał jako pierwszy, iż chrzest Mieszka nastąpił właśnie w Pradze.

### Rocznik małopolski
Autorzy, redaktorzy i kopiści XV-wiecznego Rocznika małopolskiego mieli sprzeczne zdania, co do chronologii i datacji chrztu Polski. Rocznik ten jest przykładem komplikacji, jakie powodowały dwie różne tradycje historyczne. Zachowały się cztery rękopisy tego dzieła, w zdecydowanej większości informacji jednorodne. Jednakże przy zapisywaniu okoliczności chrztu Polski, w czterech rękopisach występują cztery odrębne wersje wydarzeń i trzy różne daty chrztu.
W Rękopisie lubińskim zanotowano, że Mieszko ochrzcił się w roku 964 z innymi Polakami: 964 Mesco dux cum Polonis sacrum baptisma consecuntur. Natomiast w Rękopisie królewieckim zmieniono ten zapis na informacje, że w roku 965 Dąbrówka przybyła do Mieszka, a w 966 roku Mieszko ochrzcił się z Polakami: 965 Dambrovca venit ad Meskonem; 966 Misco cum Polonis baptizatur. W Kodeksie szamotulskim w ogóle pominięto notatkę o chrzcie, zostawiając jedynie informację o przybyciu w 965 roku do Polski Dąbrówki i założeniu przez nią kościołów. Natomiast w Kodeksie Kuropatnickiego pod rokiem 965 odnotowano zarówno przybycie Dąbrówki, jak i chrzest wszystkich Polaków: excellentissmus dux Mesko eccepit Dubrowkam sibi in uxorem, videlicet de Bohemia, qui ambo Christiani fidelissimi in Polonia efficiuntur et omnes Poloni baptizantur.

### Roczniki Długosza

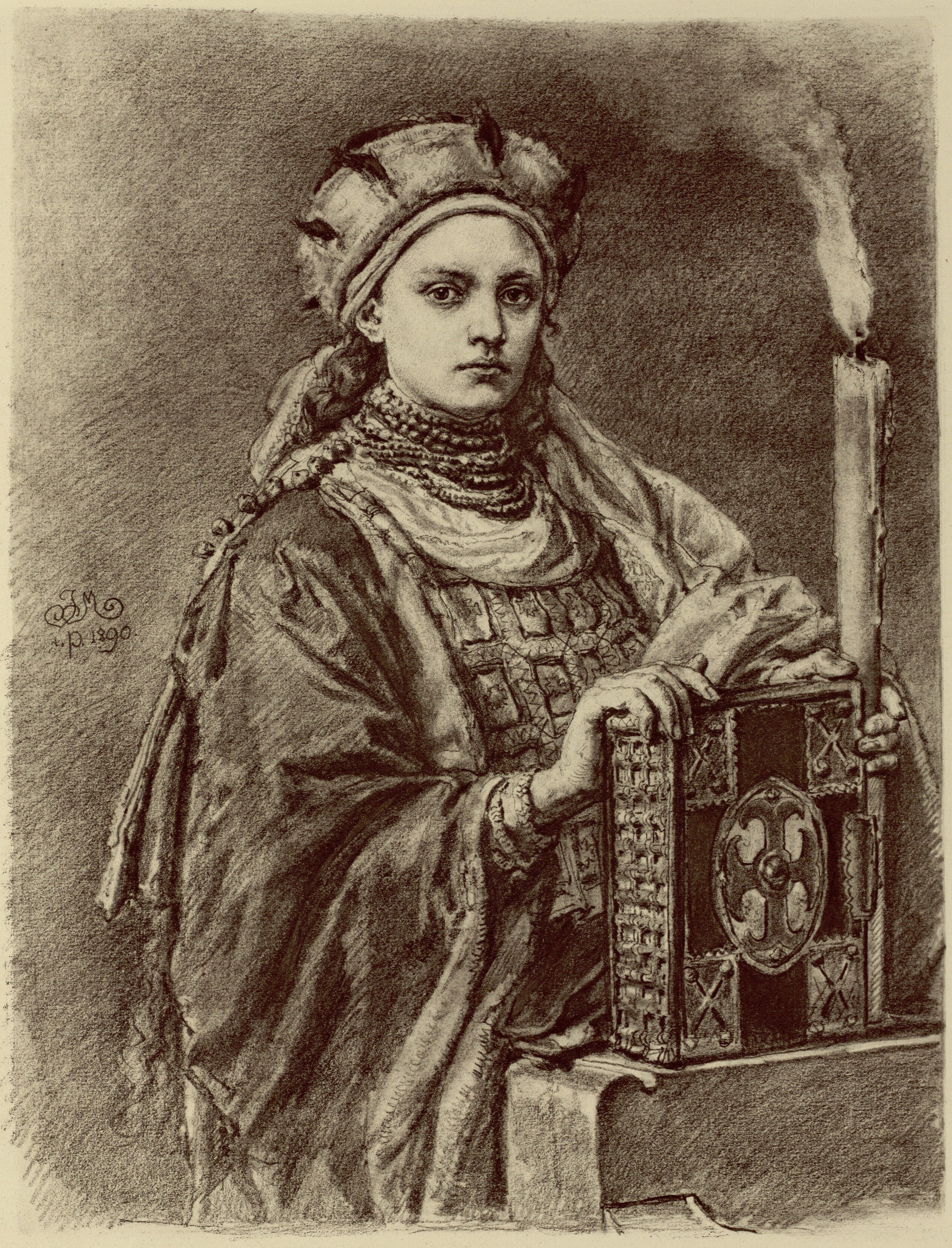
Jan Matejko, Dobrawa (1880) Poczet królów i książąt polskich

W drugiej połowie XV wieku przed problemem pogodzenia sprzecznych informacji dotyczących chrztu Polski stanął, pisząc swoje Roczniki, Jan Długosz. Pozostawił on tekst przedstawiający w sposób najobszerniejszy i najbardziej sugestywny przebieg wydarzeń. Opowiadanie Długosza zostało uznane, zaraz po publikacji, za najbardziej wiarygodne, więc nie kwestionowano jego prawdziwości aż do XIX wieku. Wszystkie dzieła historyczne między XV a XIX wiekiem powtarzają, bardziej lub mniej wiernie, informacje zawarte na kartach Roczników.
Długosz ustalił datę chrztu Polski na rok 965. W tym samym roku miała przybyć – jego zdaniem – z Czech do Polski Dobrawa. Warunkiem małżeństwa było nawrócenie Mieszka (którego Długosz zwał Mieczysławem, gdyż twierdził, że takie imię przyjął książę na chrzcie). W ten sposób Mieszko stał się chrześcijaninem i rozpoczął wprowadzanie nowej wiary w Polsce. Jako miejsce chrztu Długosz wskazał Gniezno.
Rok Pański 965. Za namową mężów katolickich i pobożnych Mieczysław rozkazał usunąć siedem nałożnic, z którymi łączyła go miłość cielesna, aby pieszczoty kobiece nie utrzymywały go w bałwochwalstwie, do którego przywykł; zerwawszy z nimi łączność wysłał swatów do księcia Czech, Bolesława, rodzonego brata i zabójcy św. Wacława, aby prosili dla niego o jego córkę Dąbrówkę na jedyną i prawowitą żonę. Książę Bolesław odpowiedział, że nie odrzuciłby tak znakomitego i niepospolitego zięcia, gdyby ów porzucił pogańskie obyczaje i przyjął zasady świętej wiary katolickiej, inaczej bowiem nigdy, w żaden sposób nie wyda swej córki za księcia pogańskiego, czciciela bogów; tak samo odpowiedziała księżniczka Dąbrówka dostojnikom i posłom Mieczysława, kiedy ją zapytali o zamierzony związek: że nie przystoi jej, chrześcijance, poślubić bałwochwalcę, skoro jednak Mieczysław książę Polski porzuci szpetne bożyszcza i odrodzi się wodą chrztu, nie odmówi pójścia za niego.
Kiedy odpowiedź ta doszła do Polski, książę Polski Mieczysław zebrawszy liczną radę, pytał się, co mu należy czynić, a wobec różnych zdań swoich wielmożów, spodobało mu się rzecz przełożyć na dzień następny. Ale nocy następnej Opatrzność Boska, ulitowawszy się nad utrapieniem długo błądzących Polaków, natchnęła podczas spoczynku księcia Polski Mieczysława i większość jego doradców i poleciła im władczym rozkazem, aby postawionego sobie warunku nie zlekceważyli i aby zapewnili odtąd szczęście królestwu przez przyjęcie wiary. Poruszyło to objawienie o księcia Polski, i dostojników, i zgodnie podjęli uchwałę o przyjęciu religii chrześcijańskiej.
W Polsce było wielu książąt, dostojników i wielmożów, którzy mocno odradzali przyjęcie wiary chrześcijańskiej, jedni mówili, że wiara chrześcijan jest podejrzana, inni że jej przepisy będą za trudne, inni, że nie jest dobrze pogardzić dobrodziejstwem tradycji ojcowskiej i wolne karki zginać pod jarzmo wiary dotąd nieznanej. Te jednak i inne liczne sprzeciwy łatwo rozwikłała Opatrzność Boska, która darzy zbawieniem królów, ulitowawszy się nad udręką długo błądzących Polaków, natchnęła ich zgodą i czcią dla chrześcijańskiej religii, aby nie stali się przedmiotem pogardy Czechów i innych ludów, gdyby ją odrzucili.
Dziewicę Dąbrówkę odprowadziło wraz ze swatami księcia Mieczysława wielu możnych i rycerzy czeskich wielkim kosztem i z wielką okazałością; wiozła ze sobą posag i wyprawę rzadkie i niepospolite, aby były równe i godne zarówno teścia, jak zięcia; wyszli naprzeciw niej książę Mieszko ze swoimi baronami i dostojnikami polskimi, jako też wszystkie stany i wjazd jej przyjęto wspaniale i z dostojna czcią; dla uczczenia jej przybyły do Gniezna z rozkazu księcia najznakomitsze matrony i dziewice polskie, przystrojone w klejnoty, złoto, srebro i inne ozdoby. Po niewielu dniach książę Mieczysław, pouczony dostatecznie o artykułach prawowitej wiary i jej obrządku przez mężów pobożnych i wiodących pustelnicze życie w jego kraju, których specjalnie przyzywał, wyrzekł się ciemności dawnego błędu, przyjął wraz z najznakomitszym rycerzami i baronami, i najprzedniejszymi przedstawicielami miast Polski zasady najzbawienniejszej, prawowitej religii katolickiej, uświęcił początki swojego nawrócenia z ciemności zabobonu na światło wiary w wodzie chrztu, przyjął w Gnieźnie chrzest święty i złożywszy w falach odnowienia dawne grzechy, odrodził się w nowej niewinności duszy i dziecięctwie żywota, zmywając w chrzcielnicy ślady zarówno uczynków, jak bożyszcz, powołany z ciemności zamierzchłej ślepoty bałwochwalstwa do poznania i czystości prawowitej wiary i religii, światłem tejże wiary roznieciwszy światło przyrodzonego rozsądku, którego mu Najwyższy udzielił; oświecony za łaską św. Ducha, odrodził się z wody i z ducha i zarzuciwszy dawne imię Mieszko, jako barbarzyńskie, przezwał się Mieczysławem. Także rodzona jego siostra otrzymała święty znak wiary, została katoliczką i nadano jej imię Adelajda
Książę Mieczysław, przyjąwszy sakrament chrztu, tego samego dnia dostąpił innego sakramentu według obrządku katolickiego – poślubił dziewicę Dąbrówkę i najszczęśliwiej przez kilka dni obchodził z nią zaślubiny w Gnieźnie, zaprosiwszy sąsiednich książąt. Każdy zaproszony biesiadnik przyjmowany był bogato i wyszukanie; urządzono wiele zabaw i widowisk na cześć księcia, celem uświetnienia odbywających się uroczystości. Gdy je ukończono, sąsiedni książęta oraz baronowie i dostojnicy czescy, uczczeni przez Mieszka kosztownymi podarkami, kiedy powrócili w ojczyste strony, szeroko powszechnie rozpowiadali o hojności księcia Mieczysława, o jego łaskawości i bogactwie. Od tej pory cały kraj polski wszedł w służbę świętej wiary katolickiej i dzięki najgorliwszym staraniom księcia Mieczysława i jego żony Dąbrówki Polacy oświeceni zostali za łaską Bożą światłem wiary, wtedy kiedy zasiadał na katedrze Piotrowej Leon VIII narodowości rzymskiej, który w tym samym roku odszedł od spraw ziemskich i nastąpił po nim jako wikariusz Chrystusa zgodnie wybrany Stefan VII, narodowości niemieckiej; według innych Jan XIII, pochodzący z Narni, niektórzy piszą XII.

### Władysław Abraham
Od końca XVIII wieku uczeni zaczęli kwestionować ustalenia Jana Długosza. Rozpoczęły się dyskusje i polemiki, które koncentrowały się na przyczynach decyzji Mieszka, jego imieniu chrzestnym, okolicznościach chrztu, czy też miejscu tego aktu. Problemy te znalazły odzwierciedlenie w dziełach Adama Naruszewicza, Jana Bandkiego, Joachima Lelewela, Józefa Łukaszewicza czy Melchiora Bulińskiego. Przedstawione tam interpretacje zostały jednak odrzucone przez późniejszą naukę.
Dziełem, które w oparciu o wszystkie źródła historyczne, wyczerpująco i całościowo przedstawiło zagadnienie chrztu Mieszka, była monografia Organizacja Kościoła w Polsce do połowy XII wieku pióra Władysława Abrahama z 1890 roku (uzupełniona w drugim wydaniu z roku 1893). Abraham dowodził w niej, że małżeństwo między Dobrawą a Mieszkiem zawarto w roku 965, natomiast do chrztu księcia doszło w roku 966.
Ramy czasowe, w których mogło dojść do chrztu Mieszka zakreślił Abraham na podstawie Dziejów saskich Widukinda z Korbei. Kronikarz ten wspomniał o zwycięstwie nad Mieszkiem saskiego renegata Wichmana w roku 963. Przy tej okazji Widukind nazwał Polan „barbarzyńcami”. O dwa krótkie ustępy dalej powrócił kronikarz znowu do Mieszka, pod rokiem 967, i nazwał władcę Polan „przyjacielem cesarza” (amicus imperatori). Według Abrahama, Mieszko w r. 963 zaliczony do barbarzyńców był nieochrzczony, a w r. 967 jako przyjaciel cesarza – chrześcijaninem.
Analizując dwa najstarsze przekazy o chrzcie, Thietmara z Merseburga i Galla Anonima, Abraham stwierdził, że oba mają charakter legendarny. Jednakże za bardziej wiarygodną uznał opowieść Thietmara. Treść główna tego podania zdaje się mieć za tło fakt rzeczywisty, o którym za życia Thietmara jeszcze dobrze pamiętano, tj. że chrzest Mieszka nastąpił po jego ślubie. Abraham uzasadnił swoją tezę także na gruncie prawnym: ustawodawstwo kościelne, które dziś uważa małżeństwo między chrześcijaninem a nieochrzczonym za nieważne, podówczas nie stało jeszcze na tym stanowisku; ustawodawstwo zaś rzymskie zabraniało tylko małżeństw z żydami, a i świeckie prawo frankońskie podobnych zakazów nie zna.
Ustalając daty małżeństwa i chrztu Abraham uznał, że najbardziej wiarygodne są dwie najstarsze – jego zdaniem – datacje, czyli Rocznika dawnego oraz Rocznika kapituły krakowskiej. Oba roczniki, według jego opinii, miały wspólną podstawę, którą była zaginiona tablica paschalna, a autor Rocznika dawnego pomylił się przy przepisywaniu dat z tablicy, co później poprawiono przy redagowaniu Rocznika kapituły krakowskiej. Dwa jednak posiadamy roczniki najdawniejsze, które widocznie z jednego pochodzą źródła, tj. Rocznik świętokrzyski dawny i Rocznik kapituły krakowskiej, lecz oba właśnie różnią się o rok w dacie chrztu Mieszka (r. 966 lub 967). Prawdopodobnie zapiski te, jak słusznie zauważano, zostały spisane z pamięci, na tablicy paschalnej, skąd przy odpisywaniu daty o rok zostały posunięte. Datą więc chrztu Mieszka byłby r. 966.
Twierdzenia Abrahama zostały w początkach XX wieku zaakceptowane przez większość historyków. Dzieło tego uczonego jest współcześnie nadal uważane za podstawowe i niezastąpione przez żadne inne, późniejsze. Mimo sprostowań i uzupełnień, ogólny, powszechnie znany obraz wydarzeń związanych z chrztem Polski, przedstawiony przez Abrahama, nie uległ zmianie. W okresie międzywojennym ustalenia tego uczonego stały się podstawą syntez historii Polski i podręczników szkolnych, zostały też zaakceptowane przez środowiska kościelne. Po II wojnie światowej, zarówno w oficjalnej historiografii państwowej, jak i kościelnej, nie podważano jego tez, a na ich podstawie zorganizowano obchody 1000-lecia chrztu i państwowości polskiej w roku 1966.

## Przyczyny i okoliczności chrztu Polski
Zapiski rocznikarskie i opowieści kronikarzy średniowiecznych posłużyły kolejnym pokoleniom uczonych do prób odtworzenia przyczyn oraz przebiegu wydarzeń związanych z chrystianizacją państwa Polan. Krytyczne badania trwają ponad 200 lat, a literatura poświęcona temu zagadnieniu jest ogromna. Przeprowadzono wiele dyskusji i polemik, które koncentrowały się przede wszystkim na przyczynach decyzji Mieszka, jego imieniu chrzestnym, miejscu aktu chrztu, czy też charakterze pierwszej misji chrześcijańskiej.
W pracach większości historyków, zwłaszcza w okresie międzywojennym i PRL, podkreślano znaczenie roku 963 (lub 964) dla dziejów państwa Mieszka. Miało wtedy dojść do pierwszego konfliktu zbrojnego z Niemcami. W wyniku klęski wojsk polańskich, a także w obliczu tworzenia przez cesarza Ottona I arcybiskupstwa w Magdeburgu (z granicami, które obejmowały ziemie polskie), Mieszko miał zdecydować się na przyjęcie chrztu z rąk czeskich, aby zapobiec dalszej ekspansji niemieckiej. Teza ta zyskała tak dużą popularność, że zamieniła się w stereotyp, który zdominował polskie piśmiennictwo historyczne, zwłaszcza publicystykę i literaturę piękną.
Tezę o zagrożeniu niemieckim jako przyczynie chrztu zakwestionował już Władysław Abraham. Najpełniejszą wizję okoliczności związanych z chrztem Polski przedstawili Zofia Kozłowska-Budkowa, Henryk Łowmiański i Gerard Labuda, którzy poszli śladami Abrahama. Uczeni ci poświęcili niemal całe życie studiom nad tą problematyką i zbudowali spójną hipotezę, która współcześnie uważana jest za najbardziej wiarygodną. Ich teorię potwierdziła również Halina Manikowska, przyczyniając się do ostatecznego obalenia tezy o antyniemieckim charakterze chrztu[niewiarygodne źródło?]. Było to u schyłku XX wieku niezwykle ważne osiągnięcie, gdyż do rekonstrukcji okoliczności chrztu Mieszka, Łowmiański i Labuda dysponowali nielicznymi informacjami źródłowymi.
W ówczesnych realiach preferowanym dniem chrztu była Wielka Sobota (stąd też w kontekście Mieszka I podaje się datę 14 kwietnia 966 roku), zaś sakramentu władcy powinien udzielać biskup; prawdopodobnie w takim przypadku za pożądaną uznawano obecność cesarza, który mógł zostać ojcem chrzestnym panującego. Czasowo zbliżony do Mieszkowego był chrzest Haralda Sinozębego; obaj byli pogańskimi sąsiadami cesarstwa i jego potencjalnymi sojusznikami – niewykluczone, że obydwu ochrzczono w tym samym miejscu i czasie (przypuszczalnie w 965 roku w Magdeburgu).

### Sytuacja polityczna

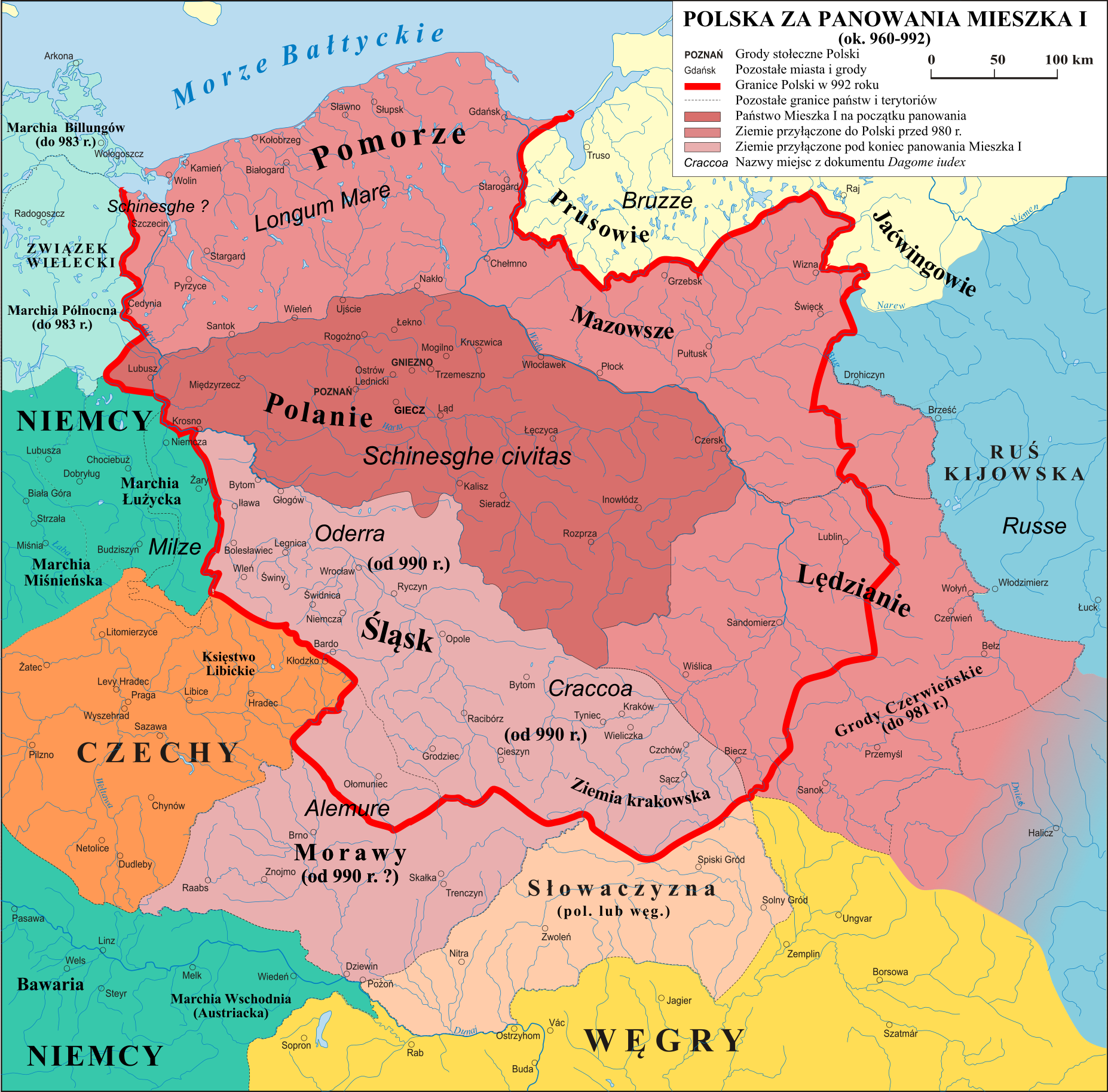
Przypuszczalny zasięg państwa Polan (kolor ciemnoczerwony) w latach sześćdziesiątych X wieku

Szczegółowa analiza źródeł doprowadziła Łowmiańskiego i Labudę do wniosku, że w latach sześćdziesiątych X wieku Mieszko nie walczył z Niemcami, ale z zamieszkującymi północne Połabie Wieletami. Konflikt toczył się o Pomorze Zachodnie, a Wieleci zawarli przeciwko Polanom sojusz z Czechami.
Od połowy X wieku Wieleci dokonywali łupieżczych najazdów na Saksonię. W wyprawach odwetowych dwukrotnie wziął osobiście udział Otton I. Wykorzystując tę sytuację Mieszko zaatakował Wieletów od wschodu. Jednak, gdy w roku 961 Otton wyruszył z większością wojsk na wyprawę do Italii po koronę cesarską, Wieleci skoncentrowali się na walce z Polanami i pozyskali sojusznika w Wichmanie – renegacie saskim, spokrewnionym z najbardziej wpływowymi rodami niemieckimi. Wichman dążył do obalenia księcia saskiego Hermanna Billunga.
Wieleci wsparci przez Wichmana i Czechów, dwukrotnie pokonali Mieszka – zabili mu brata i zdobyli ogromne łupy. Klęska Polan spowodowała, że Mieszko znalazł się w bardzo trudnej sytuacji. Rozpoczął więc rozmowy, których celem było osłabienie Wieletów poprzez zerwanie ich koalicji z Czechami.
Książę Polan uzyskał poparcie cesarza. Otton I liczył na siłę wojskową Mieszka w walce z Wichmanem i Wieletami oraz pacyfikację północno-wschodniej granicy Rzeszy. W tych okolicznościach, pod protektoratem cesarza, doszło do zawarcia przymierza polańsko-czeskiego, którego elementem i gwarancją było małżeństwo Mieszka z córką Bolesława I Srogiego, Dobrawą.
Mieszko, przyjmując chrzest, rozbił sojusz czesko-wielecki. 22 września 967 roku odniósł walne zwycięstwo nad Wolinianami, plemieniem wchodzącym w skład związku Wieletów. W bitwie, która prawdopodobnie rozegrała się na Pomorzu Zachodnim, dowodzeni przez Wichmana Wolinianie zostali całkowicie rozgromieni przez Polan wspieranych przez dwa hufce czeskie, liczące 300 jezdnych, przysłane przez Bolesława Srogiego. W ten sposób Mieszko uchronił państwo Polan nie tylko od zagrożenia, które w każdej chwili mogło przerodzić się w katastrofę militarną i polityczną, ale wszedł w bliskie stosunki z cesarstwem. Stawiało to państwo Polan w zupełnie innej pozycji niż podporządkowane cesarstwu Czechy, czy zwalczane przez Niemców Połabie. Nawet po śmierci Dobrawy, aż do połowy lat osiemdziesiątych X wieku, Mieszko opierał swoją politykę na sojuszu polsko-czeskim i przyjaźni z cesarstwem.

### Przyczyny decyzji Mieszka o chrzcie
Wiele domniemanych przyczyn chrztu Polski, o których pisali w XX wieku niektórzy historycy, publicyści i pisarze, wprowadzono do nauki i literatury sztucznie, bez najmniejszej podstawy źródłowej. Nie opierają się na przekazach średniowiecznych domniemania, że Mieszko chciał wprowadzić jednolitą religię jako czynnik państwowotwórczy, czy też, że jego zamiarem było wejście w równorzędne stosunki z władcami chrześcijańskimi Europy. Z opowiadań Widukinda, Thietmara, Galla i innych źródeł wynika jednoznacznie, że chrzest Mieszka był wynikiem sojuszu zawartego przez księcia Polan z chrześcijańskim dworem czeskim. 
Nie jest jasne, czy warunkiem przymierza polańsko-czeskiego, potwierdzonego małżeństwem Mieszka z Dobrawą, był chrzest, czy też decyzja o chrzcie zapadła później, w wyniku bliskich związków politycznych, już podczas trwania sojuszu. Według Henryka Łowmiańskiego i Gerarda Labudy najważniejszą rolę w podjęciu decyzji o chrzcie odegrać miała Dobrawa. Sama zaś decyzja o przyjęciu chrześcijaństwa była osobistym wyborem Mieszka. Jak napisał Gerard Labuda: Książę polski ani w chwili zawierania małżeństwa, ani wnet potem, nie potrzebował ubiegać się o szatę chrześcijanina dla jakichś bliżej określonych celów politycznych. W nawróceniu jego główną rolę odgrywała inicjatywa żony, co oczywiście nie przeszkadza domyślać się, że na pozytywne ustosunkowanie się do tej inicjatywy wpłynęła też ówczesna sytuacja polityczna. Odmiennego zdania byli między innymi Jan Dąbrowski i Jerzy Dowiat. Według Dowiata: Związek księcia pogańskiego z chrześcijanką pozwala domyślać się zamiaru zmiany wiary. Jeżeli potem następuje rzeczywiście chrzest księcia, to domysł się potwierdza. Oba te fakty – małżeństwo z chrześcijanką i własny chrzest – łączą się więc ze sobą i pod tym względem kronikarze mają rację. Konwencja literacka oczywiście działa i ona nakazuje przedstawienie nawrócenia księcia jako następstwa małżeństwa z pobożną żoną, czyli sprowadzenie przyczyn decyzji chrztu do namów żony. W istocie zarówno małżeństwo, jak chrzest są etapami realizacji powstałego wcześniej planu. Osobista rola chrześcijańskiej żony jest tu zapewne znikoma.

### Miejsce chrztu

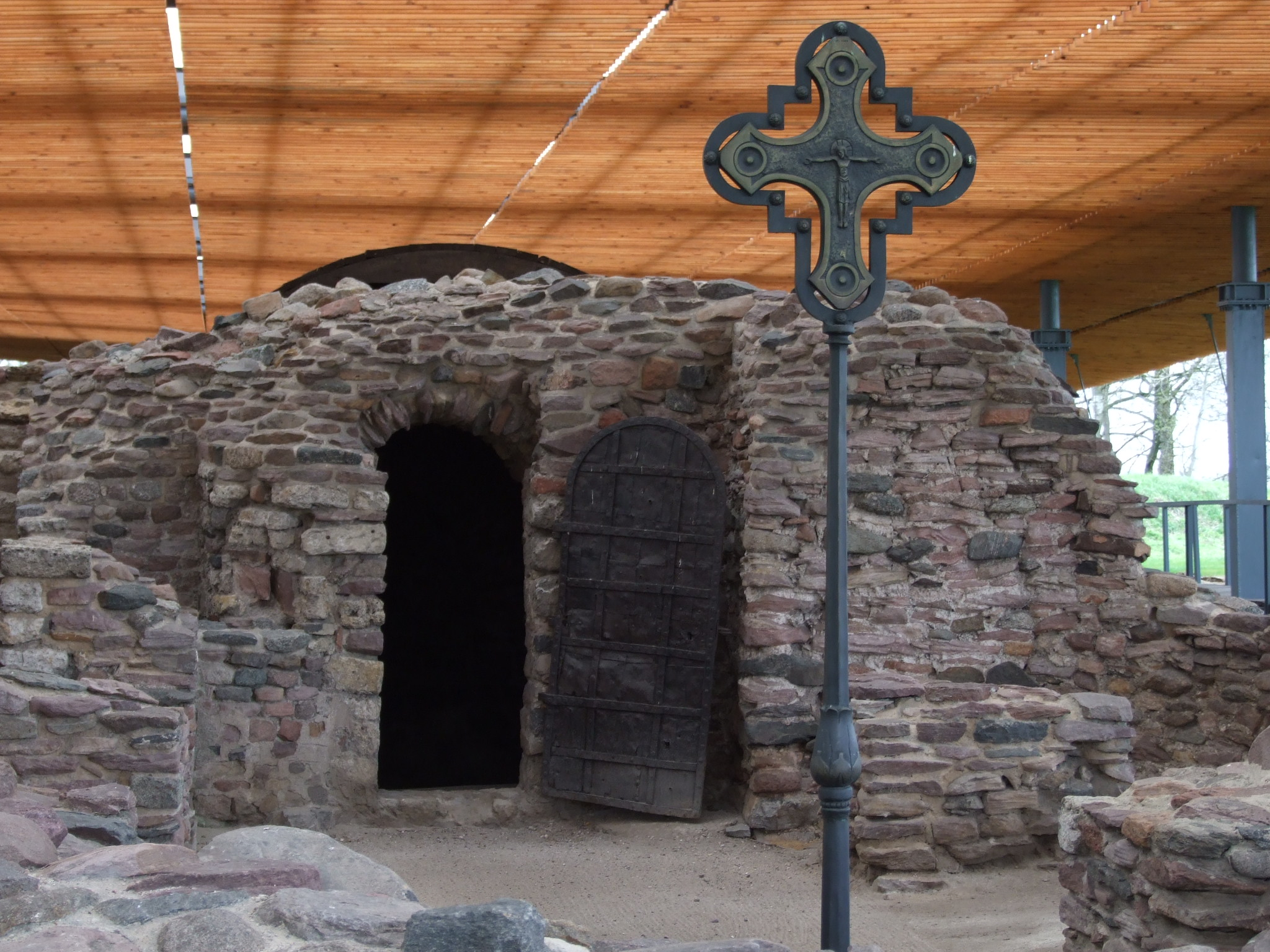
Ruiny palatium i kaplicy na Ostrowie Lednickim, jedno z domniemanych miejsc chrztu Mieszka I

Nie jest znane miejsce chrztu Mieszka. W XV-wiecznym Roczniku Sędziwoja, a w ślad za nim w niektórych innych przekazach późnośredniowiecznych, zanotowano, że akt ten dokonał się w Pradze. Większość badaczy odrzuca jednak wiarygodność tej informacji. Jerzy Dowiat dowodził, że była to Ratyzbona, ale teza ta nie przyjęła się, gdyż nie jest poparta żadnymi dowodami, a jedynie domniemaniami.
W kwietniu 966 roku cesarz Otto przebywał w Quedlinburgu, gdzie towarzyszyło mu wielu możnych; jeśli znalazł się wśród nich książę Polan, teoretycznie mógłby zostać przy tej sposobności ochrzczony.
Jan Długosz wskazywał na Gniezno jako miejsce chrztu księcia, natomiast XIV-wieczna Kronika polsko-śląska w jednym z rękopisów odnotowała, że miejscem tym był Poznań. Badania archeologów sugerują, że miejscem chrztu Mieszka mogła być któraś z jego siedzib. Badania te ujawniły duże zespoły osadnicze i sakralne, pochodzące z X wieku – w Poznaniu, na Ostrowie Lednickim oraz w Gnieźnie. Na Ostrowie Lednickim odkryto hipotetyczne baseny chrzcielne w tamtejszej kaplicy pałacowej, natomiast w obrębie katedry poznańskiej domniemaną misę chrzcielną.
Odkrycie, rzekomych czy rzeczywistych, chrzcielnic w X-wiecznych budowlach na terenie Wielkopolski, nie przesądza jeszcze, że właśnie w którejś z nich władca Polan przyjął sakrament chrztu. Brak wiarygodnych źródeł pisanych powoduje, że wszelkie twierdzenia dotyczące miejsca chrztu Polski są hipotezami, których w żaden sposób nie można uprawdopodobnić. Pytanie więc, kto i gdzie ochrzcił Mieszka, pozostaje bez wiążącej odpowiedzi.

### Imię chrzestne Mieszka
Jako pierwszy imię chrzestne Mieszka podał Jan Długosz, który twierdził, że brzmiało ono Mieczysław. W XX wieku odrzucono tę tezę jako bezpodstawną i wysunięto wiele hipotez, które wywołały dyskusje i spory. Trudno wśród niezliczonych pomysłów, koncepcji i hipotez wskazać te najbardziej prawdopodobne. Najczęściej dowodzono, że imię chrzestne Mieszka to Dagobert. Hipoteza ta opiera się na zapisie z tzw. Dagome iudex. Natomiast, na przykład, Jerzy Dowiat uważał, że ojcem chrzestnym był biskup Ratyzbony Michał, stąd imię chrzestne księcia brzmiało Michał, a Mieszko to jego zniekształcona forma.
Wszystkie hipotezy krytycznie omówił Gerard Labuda, który doszedł do wniosku, że pierwszy historyczny władca Polski nosił tylko jedno imię, a znaczenia tego imienia nie udało się nikomu przekonywająco wyjaśnić. Dlatego z dużą ostrożnością należy traktować nie tylko kolejne próby tłumaczenia znaczenia imienia Mieszko, ale również kwestię dwuimienności księcia.

## Skutki chrztu Polski

### Skutki religijne
Chrzest Mieszka I zapoczątkował proces chrystianizacji, który w następnych latach czynił duże postępy i doprowadził do przyjęcia przez większość mieszkańców ziem polskich religii chrześcijańskiej w obrządku rzymskim. Sukces chrystianizacji okazał się trwały, a katolicyzm jako wyznanie większości Polaków przetrwał do współczesności.
W wyniku chrztu księcia na obszarze państwa Polan powstał klasyczny Kościół monarszy. Władca utrzymywał rodzące się struktury kościelne, sprawował opiekę nad misją chrystianizacyjną i budował świątynie. Ustalony wówczas kształt Kościoła okazał się stosunkowo trwały. Pojawiły się zalążki kultury chrześcijańskiej, po której pozostało, odkrywane współcześnie przez archeologów, sakralne budownictwo murowane. Kościół chrześcijański stworzył z rodzącym się państwem układ symbiotyczny, w którym ten drugi człon potrzebował pierwszego zapewne z pobudek ideowych, prestiżowych, a może i politycznych, natomiast pierwszy bez drugiego – w warunkach X wieku – nie mógłby sprawnie funkcjonować. Ukształtowana w tym okresie przewaga władzy państwowej nad instytucjami kościelnymi przetrwała – z większym lub mniejszym nasileniem – przez następne stulecia, aż do upadku I Rzeczypospolitej.
Znacząca zmiana, która dokonała się w wyniku chrystianizacji Polan w X wieku – jak wykazał w swoich pracach Henryk Łowmiański – wynikała z funkcji eschatologicznej nowej religii. W wierzeniach pogańskich Słowian moralność członków grupy społecznej pozostawała pod kontrolą tejże grupy oraz jej organów, dlatego też nie funkcjonowały wśród Polan zasady zachowań nakazane przez religię. Wprowadzenie chrześcijaństwa spowodowało rewizję pojęć etycznych, stopniowe unormowanie zachowań według wskazań nowej religii oraz poddanie tychże zachowań kontroli organów kościelnych. Przekazy średniowieczne wiążą chrystianizację przede wszystkim z wdrożeniem nawracanych w prawdy religijne związane z przekonaniem o losie, jaki czeka człowieka po śmierci. Przed neofitami roztaczano w pierwszej kolejności obraz przyszłego życia w raju, związanego z zasługami moralnymi w życiu doczesnym. Życie w raju przedstawiano jako dostępne dla tych, którzy przestrzegają zasad postępowania nauczanych przez Kościół. W ten sposób chrzest zapoczątkował proces skutecznej delaicyzacji moralności, związany z chrześcijańską koncepcją eschatologiczną.

### Skutki polityczne i kulturowe
Chrzest księcia nie był jedynie wydarzeniem religijnym, włączył bowiem rodzące się państwo polskie w krąg polityczno-kulturowy Europy łacińskiej. Wraz z przybyciem pierwszych misjonarzy rozpoczął się proces przejmowania zachodnich wzorców politycznych i kulturowych – struktury politycznej i administracyjnej państwa, systemu prawnego, obyczajów, pisma, łaciny jako języka urzędowego itp. Proces ten trwał wiele lat, a w konsekwencji doprowadził do przystosowania Polski do modeli i wzorców zachodnich.